# Musca vespillo
Musca vespillo är en tvåvingeart som först beskrevs av Fallen 1817.  Musca vespillo ingår i släktet Musca och familjen spyflugor.
Artens utbredningsområde är Sverige. Inga underarter finns listade i Catalogue of Life.